# Fulletomimus
Fulletomimus is een geslacht van haften (Ephemeroptera) uit de familie Leptophlebiidae.

## Soorten
Het geslacht Fulletomimus omvat de volgende soorten:
- Fulletomimus marlieri